# Sialeʻataongo Tuʻivakanō

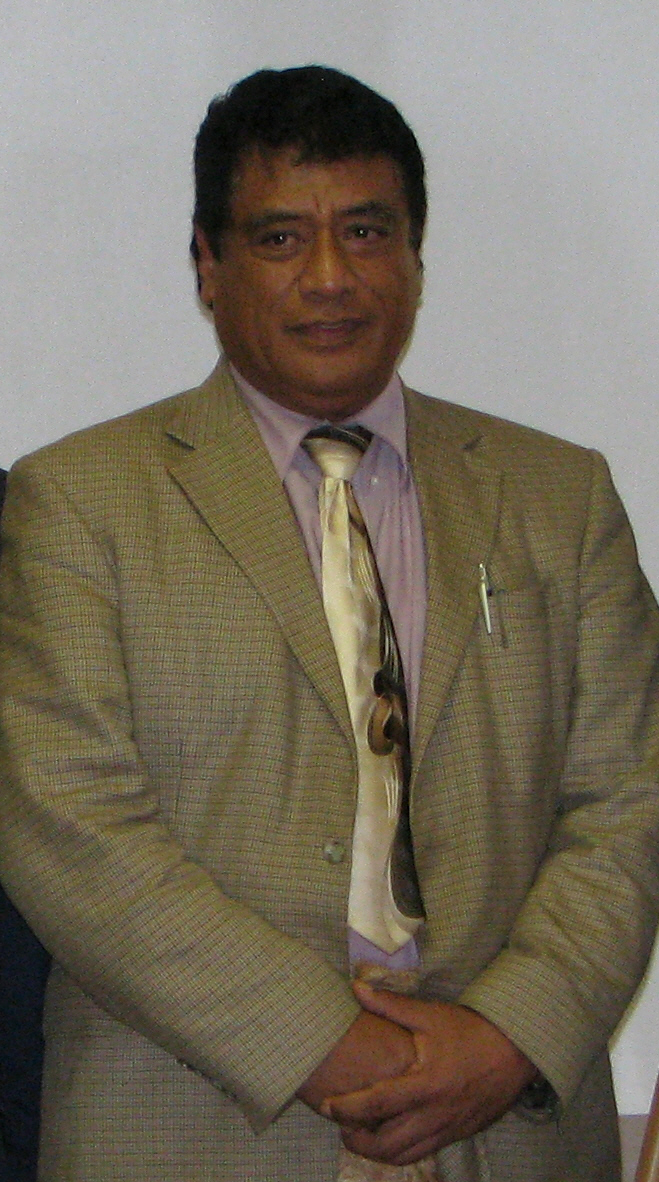
Sialeʻataongo Tuʻivakanō

Sialeʻataongo Tuʻivakanō (* 15. Januar 1952 in Niutoua) ist ein Politiker und ehemaliger Premierminister aus Tonga.

## Leben
Tuʻivakanō studierte an der Flinders University. Seit 22. Dezember 2010 war Tuʻivakanō als Nachfolger von Feleti Sevele Ministerpräsident von Tonga. Erstmals wurde der Premierminister vom Parlament gewählt und nicht vom Monarchen Tupou VI. ernannt. Am 30. Dezember 2014 wurde er von ʻAkilisi Pohiva als Premierminister abgelöst.